# Madawi al-Rasheed

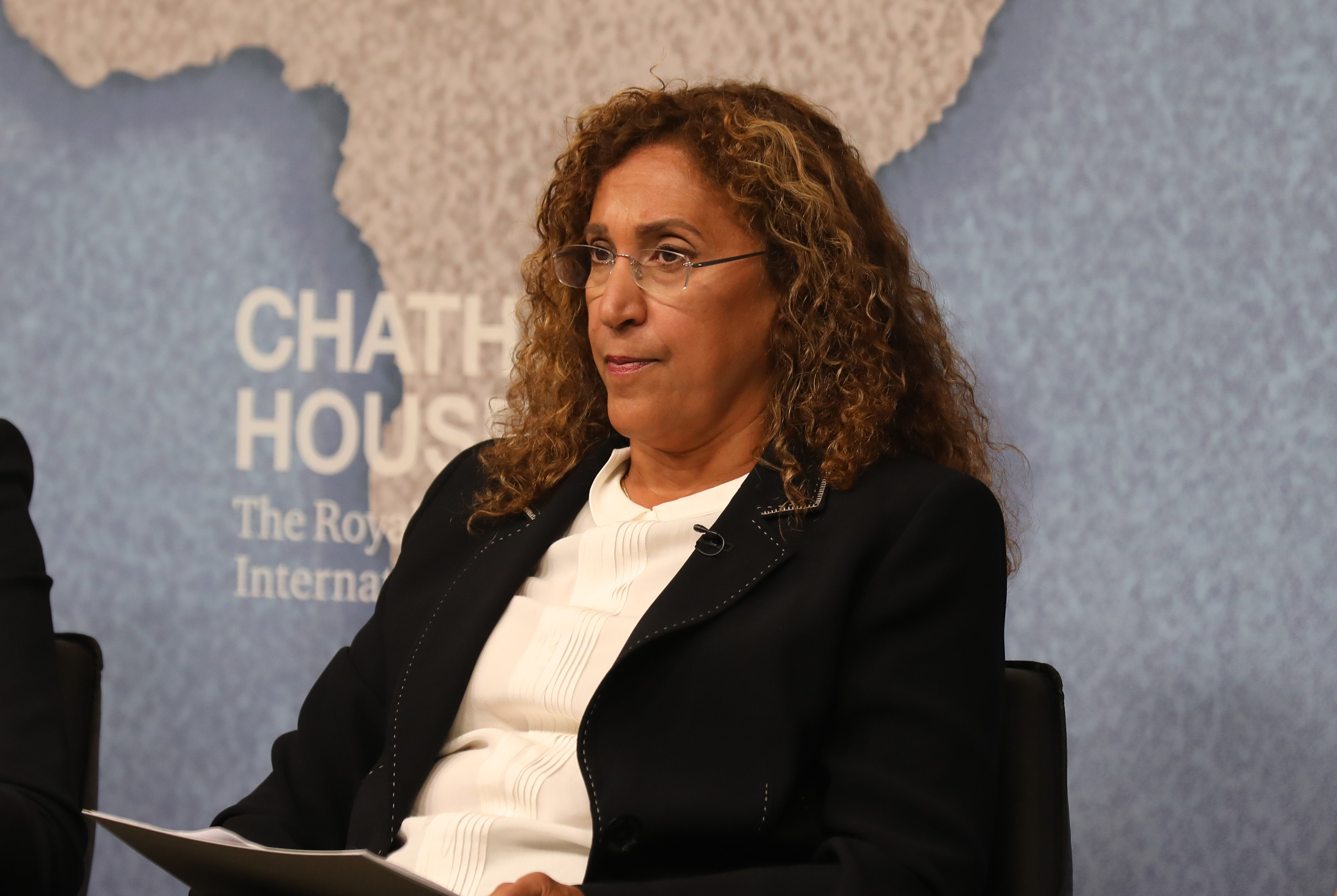
Madawi al-Rasheed, 2018

Madawi al-Rasheed (arabisch مضاوي الرشيد, DMG Maḍāwī ar-Rašīd; geboren im Oktober 1962 in Paris, Frankreich) ist eine Sozialanthropologin aus Saudi-Arabien. Sie war bis 2013 Professorin am Lehrstuhl für Theologie und Religionswissenschaften am King’s College London und seit 2017 Gastprofessorin am Middle East Centre an der London School of Economics and Political Science.
Al-Rasheed ist zudem die Enkelin von Mohammed bin Talal Al Raschid, dem letzten Prinzen des Emirats von Ha'il (heute ein Teil von Saudi-Arabien), und entstammt der Dynastie der Āl Raschīd.

## Leben und Werk
Madawi al-Rasheed wurde 1962 in Paris geboren, ihr Vater entstammte der Dynastie der Āl Raschīd aus Saudi-Arabien und ihre Mutter war Libanesin. Die Familie zog kurz nach ihrer Geburt nach Saudi-Arabien, wo Madawi al-Rasheed dann auch aufwuchs.
Als 1975 der saudische König Faisal ibn Abd al-Aziz durch seinen Neffen Faisal ibn Musaid ermordet wurde, wurde die al-Rasheed-Familie fälschlich als Drahtzieher hinter dem Attentat betrachtet, da die Mutter des Attentäters eine Schwester von Madawis Vater war. Die Familie floh entsprechend und zog 1975 in den Libanon, wo Madawi al-Rasheed ihren Schulabschluss 1981 machte. Danach studierte sie Anthropologie und Soziologie an der American University of Beirut.
Als im Jahr 1982 im Rahmen des Libanonkrieges israelische Truppen den Libanon besetzten, ging Al-Rasheed erneut ins Exil und zog nach Großbritannien, wo sie zuerst an der Salford University und später an der Cambridge University studiert und dort mit einer wissenschaftlichen Arbeit bei Ernest Gellner promoviert wurde. Als sie 2005 in einem Fernsehbeitrag von Al Jazeera öffentlich die Regierung von Saudi-Arabien kritisierte, wurde ihr die saudische Staatsangehörigkeit entzogen.
Al-Rasheed war von 1994 bis 2013 Professorin am Lehrstuhl für Theologie und Religionswissenschaften am King’s College London sowie seit 2017 Gastprofessorin am Middle East Centre an der London School of Economics and Political Science sowie 2016 im Rahmen einer Auszeit Gastprofessorin am Middle East Institute der National University of Singapore. Daneben gibt sie unregelmäßig Vorlesungen in den Vereinigten Staaten, in Europa und im Mittleren Osten und lehrte am Goldsmith College der Universität London und am Institut für Sozial- und Kulturanthropologie der Universität Oxford. Seit dem Beginn ihrer Arbeit am London School of Economics and Political Science forscht Al-Rasheed über Veränderungen unter saudischen Islamisten nach den arabischen Aufständen von 2011 und konzentriert sich auf die Neuinterpretationen islamischer Texte, die bei einer Minderheit saudischer Reformer vorherrschen, und den Aktivismus im Streben nach demokratischer Regierungsführung und Zivilgesellschaft in Saudi-Arabien.
Al-Rasheed wurde 2013 für ein Porträt der Reihe BBC 100 Women ausgewählt. 2020 wurde sie in die British Academy gewählt.

## Veröffentlichungen (Auswahl)
Madawi al-Rasheed schreibt über die Arabische Halbinsel, die arabische Migration, die Globalisierung, Geschlechterthemen und den religiösen Transnationalismus und hat neben zahlreichen Artikeln in wissenschaftlichen und populären Zeitschriften und Zeitungen auch mehrere Bücher verfasst und herausgegeben.

### Bücher
- als Herausgeberin: Salman’s Legacy: The Dilemmas of a New Era in Saudi Arabia, Oxford University Press, 2018.
- Muted Modernists: The Struggle over Divine Politics in Saudi Arabia, Oxford University Press 2015.
- A Most Masculine State: Gender, Politics and Religion in Saudi Arabia, Cambridge University Press 2013.
- A History of Saudi Arabia, Zweite Auflage, Cambridge University Press 2010.
- Contesting the Saudi State: Islamic Voices from a New Generation, Cambridge University Press 2007.
- Mazaq Al-islah fi al-Saudiyyah fi al-Qarn al-Wahid wa al-Ishrin, al-Saqi, London 2005.
- A History of Saudi Arabia, Cambridge University Press 2002.
- Iraqi Assyrian Christians in London: the Construction of Ethnicity, Edwin Mellen Press, New York City 1998.
- Politics in an Arabian Oasis: the Rashidi Tribal Dynasty, I.B. Tauris, London 1991.

### Herausgeberschaften
- M. Al-Rasheed, C. Kersten, M. Shterin (Hrsg.): Demystifying the Caliphate: Historical Memory and Contemporary Contexts, Hurst and Co., London 2012.
- M. Al-Rasheed, M. Shterin (Hrsg.): Dying for Faith: Religiously Motivated Violence in the Contemporary World, I.B. Tauris, London 2009.
- Al-Rasheed (Hrsg.): Kingdom without Borders: Saudi Political, Religious and Media Expansion, Hurst and Co., London 2012.
- Al-Rasheed (Hrsg.): Transnational Connections and the Arab Gulf, Routledge, London 2005
- Al-Rasheed, R. Vitalis (Hrsg.): Counter-Narratives: History, Contemporary Society and Politics in Saudi Arabia and Yemen, Palgrave, New York 2004

## Belege
1. 1 2 3 4  
Maha Abdelrahman: De‐exoticizing Saudi Arabia with Madawi Al‐Rasheed, Development and Change, 3. Dezember 2019; S. 1–16. doi:10.1111/dech.12558
2. 1 2  
Madawi al-Rasheed, Profil an der London School of Economics and Political Science; abgerufen am 8. Januar 2020.
3. ↑  
100 Women: Who took part? auf bbc.com, 22. November 2013; abgerufen am 8. Januar 2020.